# 佬沃國際機場
佬沃國際機場（IATA代碼：LAO，ICAO代碼：RPLI），是菲律賓北伊羅戈省首府佬沃市的對外航空交通機場。佬沃機場是菲律賓最北端的一座機場，並且是北伊羅戈省境內唯一的機場。佬沃機場是一個東北亞國家的航空公司熱門的包機航點之一，特別是來自中華民國和中華人民共和國的包機航班。

## 航空公司與目的地
| 航空公司                      | 目的地 |
| ----------------------------- | ------ |
| 菲律賓航空 （由菲航快運營運） | 馬尼拉 |

## 連結
- Laoag International Airport
- 世界航空数据库中的RPLI机场数据，数据截止日期：2006年10月。來源：DAFIF.
- NOAA/NWS上RPLI机场的即時天氣
- 在大圆制图人（Great Circle Mapper）上的LAO / RPLI机场信息 （来源：DAFIF 2006年10月生效）.